# Martin Page-Relo
Martin Page-Relo (L’Isle-Jourdain, 6 gennaio 1999) è un rugbista franco-italiano, internazionale nel rugby a XV per l'Italia e mediano di mischia del Lione.

## Biografia
Formatosi rugbisticamente nella natìa L'Isle-Jourdain, cittadina del Gers, passò a 13 anni nelle giovanili del Tolosa.
Divenuto seniores nel 2020, fu dato in prestito per una stagione al Carcassonne per poi tornare a Tolosa nel 2021; nel biennio al club rossonero si ritagliò un ruolo come alternativa del nazionale Antoine Dupont e fece parte della squadra che si aggiudicò il titolo francese nel 2023.
Avendo appreso dal suo compagno di club Ange Capuozzo che, grazie all'origine dei suoi nonni, egli era idoneo a rappresentare l'Italia, a febbraio Page Relo aveva nel frattempo comunicato alla F.I.R. la sua disponibilità internazionale, venendo convocato il mese dopo per le ultime due partite del Sei Nazioni pur senza debuttare.
Già da prima della fine del campionato vittorioso Page-Relo si era accordato con Lione con un biennale a partire dalla stagione 2023-24; nel corso dei warm up di preparazione alla Coppa del Mondo 2023 è giunto anche il debutto internazionale con l'Italia contro la Scozia e, a seguire, la convocazione nella rosa che prende parte alla competizione mondiale.

## Palmarès
- Campionati francesi: 1
Tolosa: 2022-23